# Génération précaire
Génération précaire est un collectif associatif français constitué en 2005 face à l'explosion du nombre de stagiaires en entreprise et qui alterne les flashmobs, munis de masques blancs, les interventions dans les médias, auprès des décideurs politiques et des entreprises.

## Présentation

### Création du mouvement
Le collectif Génération précaire se forme en septembre 2005 à la suite d'un appel diffusé sur Internet par Marina Damestoy, demandant aux stagiaires de faire grève pour protester contre le fait que de nombreux jeunes travailleurs doivent enchaîner les stages alors qu'ils viennent de terminer des études parfois longues, stages qui remplacent souvent des embauches. Ils considèrent donc « [qu']il y a du travail mais pas d'emploi » ce qui bloque les jeunes dans l'accession à un premier travail véritablement rémunéré. Le collectif est formé en majorité de jeunes diplômés dont la recherche d'emploi est difficile, ce que le collectif attribue à l'abus de stage dans les entreprises françaises.
Sans pour autant en adopter le statut afin de préserver la non hiérarchisation des décisions et l'absence d'individualisation du mouvement, Génération précaire - qui se définit comme "collectif flou - s'inscrit dans un ensemble d'associations de défense des stagiaires en Europe créées ces dernières années, telles que « Intern Aware (en) » au Royaume-Uni ou « La Repubblica Degli Stagisti » en Italie.

### Revendications
Génération précaire revendique l'intégration des stagiaires dans le droit commun et donc, le Code du Travail, avec notamment une protection sociale et le fait que la période de stage soit prise en compte pour le calcul de la retraite ou la possibilité de régler les conflits entre un stagiaire et son employeur devant les prud'hommes. Le collectif souhaite un plafonnement du nombre de stagiaires à 10 % des effectifs d'une entreprise. Il demande aussi l'intégration des stages dans le calcul des retraites, ainsi qu'une gratification progressive, fonction de l'année d'étude et de la durée du stage. Selon le collectif, il faut inscrire le stagiaire dans le Registre unique du personnel (RUP) ce qui permettrait d'avoir de vraies données statistiques sur les stages (il est actuellement très difficile d'évaluer exactement le nombre de stagiaires en France.
Le collectif demande que le Ministère de l'Enseignement supérieur et de la Recherche établisse une liste précise des formations habilitées à délivrer des conventions de stage. Génération précaire demande aussi qu'il soit obligatoire de valider un semestre de cours en université pour valider une convention de stage, afin d'éviter les inscriptions dans ces formations qui ne seraient que des prétextes à obtenir des stages. Il revendique aussi qu'il soit obligatoire qu'au moins la moitié d'une formation se déroule dans les murs de l'organisme de formation et non en stage et que l'apprentissage soit favorisé.
Génération précaire réclame aussi que soit mise en œuvre « une troisième voie » de l'alternance, c'est-à-dire d'appliquer aux stages les critères retenus dans les formations par alternance pour que le stage « recouvre sa dimension pédagogique » : un temps unique de formation (6 mois non renouvelables maximum par année de formation), un véritable tutorat, un stagiaire en situation professionnelle réelle, une direction du stage assurée de concert par l'école et par l'entreprise et la reconnaissance des compétences acquises en entreprise.

### Membres et collectifs proches
Le collectif Génération Précaire, initié par Marina Damestoy (dont le pseudo est Cathy) est animé par plusieurs militants sous forme de gouvernance partagée. [pas clair]. L'usage veut que les militants ne donnent que leur prénom, souvent faux, et ne soient visibles que masqués afin de les protéger tout en rappelant le caractère anonyme du stagiaire en entreprise. Mais on peut identifier cependant plusieurs personnes : Marina Damestoy (auteure et metteuse en scène et artiste plasticienne), Malcolm Hammer et Muriel Villebrun, Clementine Genevrier, Juliette Gouzi, Julien Bayou, Ophélie Latil,, Manuel Domergue (journaliste à Alternatives économiques, militant d'Europe Écologie Les Verts et ancien étudiant de Sciences Po) ou Leïla Chaibi. Autour d'un « noyau dur » d'une dizaine de personnes, dont on retrouve la trace dans sois stage et tais toi (Editions La découverte), les effectifs de ce collectif se sont évidemment renouvelés au fil des années, certains membres entrant dans la vie active,.
Ces militants sont aussi membres de collectifs parallèles créés par les mêmes personnes, mais pour défendre des causes légèrement différentes. Ainsi, plusieurs membres du collectif créent un an après le collectif Jeudi noir, « collectif des galériens du logement », en 2006. En mars 2009, le collectif Sauvons les riches voit le jour à l'initiative de Manuel Domergue et Karima Delli. En 2010, le collectif Circul'Air rassemblera également contre la loi du 16 juin 2011 relative à l'immigration, à l'intégration et à la nationalité ces mêmes militants déguisés en stewards et hôtesses de l'air[source insuffisante].

## Moyens d'actions
Le collectif Génération précaire s'est distingué par sa mobilisation, qui comporte peu de militants (de 4 à 30 militants par actions visuelles très scénographies), des masques blancs désignant le masque neutre de théâtre derrière lequel défilent les caractères et personnages, tout comme, à un même poste, se succèdent des stagiaires en rotation à l'année. 
Génération précaire s'est illustré dans les manifestations syndicales traditionnelles où il n'a pas été dans un premier temps très bien reçu par les organisations traditionnelles (CGT, UNEF) qui ne saisissaient pas l'intérêt de l'action spécifique sur le stage. 
Le collectif rencontre cependant, de par une très grande médiatisation, un écho très favorable dans la société et obtient un rendez-vous avec Dominique de Villepin qui mènera le 31 mars 2006 à une loi sur l'égalité des chances. Il soutient également les mouvements Indignés en Europe et revendique une prise de conscience du désenchantement de la jeunesse. 

### Flashmobs
Les actions de Génération précaire sont non violentes, utilisant par exemple des « flasmobs ». Munis de masques blancs, les stagiaires et ex-stagiaires masqués s'engouffrent dans les entreprises qui abusent du stage (dans le traitement ou le nombre) afin de médiatiser les mauvaises pratiques et de pointer du doigt les entreprises qui abusent des stagiaires en leur faisant occuper le poste qu'un employé en CDI devrait selon eux avoir.
Le collectif s'illustre en 2010 en envahissant la Sorbonne à la recherche des « étudiants fantômes » en 2010 au son de Ghostbusters. En novembre 2012 il organise un match de foot devant la boutique du Paris Saint-Germain Football Club. Ils s'installent au milieu des mannequins aux Galeries Lafayette bardés de panneaux "en solde", pour sensibiliser les clients au fait que nombreux parmi les vendeurs sont des stagiaires non rémunérés (ce qui est interdit par la loi qui précise qu'un stagiaire ne peut être recruté pour faire face à un accroissement temporaire de l'activité de l'entreprise ou pour occuper un emploi saisonnier) ainsi que chez le traiteur de luxe Fauchon qui venait de publier des annonces pour recruter 10 stagiaires pour la période des fêtes de fin d'année.

### Travail législatif
Depuis 2005, le collectif a été reçu à plusieurs reprises par le ministère du Travail et les partenaires sociaux au printemps 2011 lors des négociations concernantl 'accès des jeunes aux stages et aux formations par alternance.
- 31 mars 2006 : article 9 de la loi pour l'égalité des chances : convention tripartite et la gratification des stages de plus de trois mois dans le secteur privé.
- 26 avril 2006 : rédaction d'une Charte des stages en entreprise.
- 29 août 2006 : décret sur les clauses obligatoires d’une convention de stage dans le secteur privé.
- 11 août 2007 : article 21 de la loi LRU : création d’un bureau d’aide à l’insertion professionnelle (BAIP) au sein des universités et rapport annuel d’activité en matière d’aide à l’insertion professionnelle obligatoire.
- 1er septembre 2007 : mise en place du comité Stapro (groupe de travail sur les stages et la professionnalisation) au sein du Ministère de l'Enseignement supérieur et de la Recherche
- Décembre 2007 : Plan de réussite en licence qui prévoit la généralisation des stages en Licence.
- 31 janvier 2008 : Décret sur la gratification des stages dans le secteur privé.
- 27 mai 2009 : Rapport d’étape sur la jeunesse d’une mission sénatoriale : « systématiser leur pratique dans l’Enseignement supérieur ».
- 21 juillet 2009 : Décret sur les stages dans la fonction publique d'État: convention tripartite et gratification obligatoire des stages de plus de deux mois.
- 23 juillet 2009 : Circulaire relative aux modalités d’accueil des stagiaires dans la fonction publique.
- 24 novembre 2009 : Article 30 de la loi relative à l’orientation et la formation tout au long de la vie : gratification obligatoire des stages en entreprise de plus de deux mois, et suppression des stages post cursus.
- 1er septembre 2010 : rédaction du décret supprimant les stages post cursus.
- 28 juillet 2011 : loi pour le développement de l'alternance et la sécurisation des parcours professionnels, dite loi "Cherpion", qui accorde aux stagiaires les avantages salariés des comités d'entreprises, mentionne la nécessité d'un tableau général recensant les stagiaires, et imposant un délai de carence dans l'accueil des stagiaires en entreprise sur un même poste.
- 22 juillet 2013 : loi sur l'enseignement supérieur qui étend la gratification des stages à la fonction publique territoriale et hospitalière
- Octobre 2013 : la demande d'intégrer les mois de stage dans le calcul des retraites n'est que partiellement accepté : Génération précaire obtient à l'Assemblée Nationale le rachat de deux trimestres de stage sous conditions.

### Conseil juridique
Génération précaire assure un conseil juridique auprès des stagiaires en difficultés avec leur employeur.
Un des cas les plus médiatisés de suivi par Génération Précaire aux prud'hommes fut celui de la requalification de la convention de stage de David face à la banque LCL en 2009. Le jeune homme avait trois stages d'une durée totale de quatorze mois dans cette banque avant d'y être embauché en 2007. Sa période d'essai est alors de six mois au bout desquels il est licencié. La banque estime que David n'a pas les qualités requises pour le poste, tandis qu'il estime qu'il assurait le même travail en étant stagiaire et que son licenciement est dû à une période de crise économique. En première instance la banque est condamnée à lui verser 4 900 euros de dommages et intérêts pour un renouvellement abusif d'une période d'essai et rupture abusive de contrat sans requalification des périodes de stage en contrat de travail.
Le collectif anime également des ateliers de rédaction de curriculum vitæ.

### L'agence Young and Poor
Le collectif Génération précaire créera l'agence de notation Young and Poor lors des élections présidentielles de 2012 afin d'essayer d'obliger les candidats, malheureux d'avoir reçu un « junk bond » et désireux d'obtenir un AAA en lutte contre la précarité et "encadrement des stages", à améliorer leurs propositions sur la jeunesse. Dans ce cadre, Génération Précaire rencontre le candidat François Hollande.